# جنگ (فیلم ۱۹۹۶)
جنگ (به هندی: Jung) فیلمی محصول سال ۱۹۹۶ و به کارگردانی تاتیننی راما رائو است. در این فیلم بازیگرانی همچون میتون چاکرابورتی، اجی دیوگن، آدیتای پانچولی، رمیها، تینو آناند ایفای نقش کرده‌اند.